# Trêve de Bruges
Loudun (1372) Bruges (1376)
Bruges (1375) Guérande (1381)
La trêve de Bruges est un traité signé le 27 juin 1375 pour un an, puis prorogée du 12 mars 1376 au 24 juin 1377. Le roi Charles V de France conserve les territoires conquis lors de ses diverses opérations militaires. Le duché de Bretagne est rendu à la France, à l'exception de Brest, Auray et Berval qui demeurent les possessions de Jean IV de Bretagne.

## Contexte

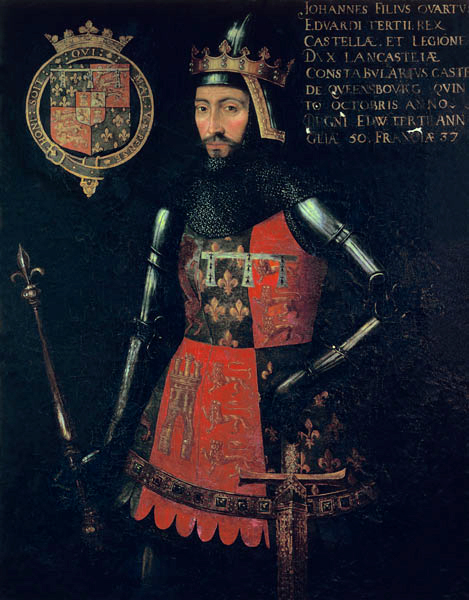
Jean de Gand, duc de Lancastre

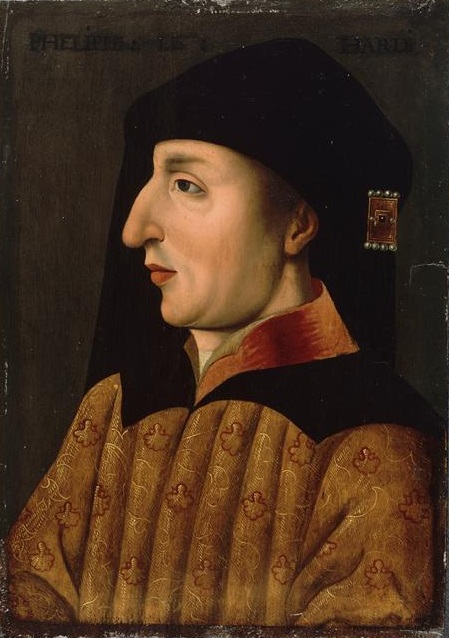
Philippe II, dit le Hardi

La deuxième phase de la guerre de Cent Ans tourne à l'avantage des Français. Au total, entre 1369 et 1375, le roi de France Charles V reprend la quasi-totalité des concessions faites et des terres possédées par les Anglais avant même le début de la guerre, exceptions faites de Calais, Cherbourg, Brest, Bordeaux, Bayonne, et de quelques forteresses dans le Massif central. Mais parvenu à ce point, Charles V sait qu'il ne peut pas reprendre plus de terrain, les Bordelais étant trop anglophiles du fait des liens commerciaux (ils exportent massivement leur vin vers l’Angleterre). Toute sa stratégie étant basée sur la reconquête des cœurs avant celle des territoires, il ne souhaite pas s’encombrer d’une ville prête à se rebeller à la première occasion. Tout est ouvert pour finalement négocier, à Bruges, un traité mettant fin à la guerre en reconnaissant la souveraineté des Français sur les territoires reconquis.

## Le théâtre
Bruges, et son industrie drapière dépendant des importations de laine d'outre-Manche, est une ville pro-anglaise en territoire français. Sa facilité d'accès pour les Anglais en fait un terrain neutre propice aux négociations. Gendre et héritier du comte de Flandre Louis de Male, le duc Philippe II de Bourgogne est le négociateur tout désigné pour les Français. Il est secondé par une équipe de conseillers de Charles V : l’évêque d'Amiens Jean de La Grange, Hugues de Châtillon, seigneur de Dampierre et de Roullamcourt et maistre des arballestiers, le comte de Tancarville (Bertrand du Guesclin), le comte de Sarrebruck dit aussi Jean IV de Sarrebruck-Commercy, Arnaud de Corbie (le premier président du Parlement), Bureau de La Rivière, Johan Harlaston, Johan Shepeye docteur en loys, Enguerrand d'Eudin seigneur de Châteauvillain, et Nicolas du Bosc. Côté Anglais, c'est le duc de Lancastre Jean de Gand qui représente Édouard III.

## Les négociations
Philippe de Bourgogne offre des banquets fastueux et des joutes, puis la première session de négociations débute le 25 mars 1375 dans l'église saint-Donatien de Bruges. Elle aboutit à deux plans de partage de la Guyenne, qui, après avis de son conseil, les rejette au motif que ces plans de partage aboutiraient à reconnaître la souveraineté de l'Angleterre sur une partie de son territoire. Sous l'influence de Grégoire XI, les belligérants signent le 1er juillet 1375 une trêve qui dure jusqu'en juin 1377.
La deuxième session se tient toujours à Bruges entre fin décembre 1375 et fin mars 1376. Les légats, afin de contourner cet épineux problème de souveraineté, proposent une trêve de 40 ans, refusée par les deux partis : les Anglais car la Bretagne est occupée par les troupes de Charles V et les Français car ils veulent y inclure la Castille pour protéger le trône du roi Henri II des prétentions de Jean de Gand,.
La troisième session s'ouvre en juillet 1376, conduite cette fois par des conseillers des rois. Charles V propose de reconnaître la souveraineté d'Édouard III sur les terres de Guyenne situées au sud de la Dordogne, de lui rendre l'Agenais, la Bigorre, le Quercy, le Bazadais et de lui verser les 1 200 000 francs toujours dus de la rançon de Jean le Bon en échange de Calais et à la condition que ce nouveau duché de Guyenne reste dans le territoire du royaume de France (il ne consent à aucun abandon de souveraineté). Ceci sous-entend qu'Édouard III, ou le duc de Guyenne, doit lui rendre hommage, que toutes les décisions juridiques puissent être remises en cause par la Cour de Paris et que le duché puisse être éventuellement confisqué. C'est à cette occasion que l'évêque de Chartres Jean Le Fèvre développe une thèse destinée à s'imposer pour la postérité : le roi ne peut aliéner les droits de la couronne ; le caractère inaliénable de la souveraineté est consacré. Édouard III refuse, et meurt le 21 juin 1377. Les hostilités reprennent.

## Sources
- Georges Bordonove, Les Rois qui ont fait la France - Les Valois - Charles V le Sage, t. 1, Pygmalion, 1988.
- Jean Favier, La guerre de Cent ans, Paris, Fayard, 1980, 678 p. (ISBN 978-2-213-00898-1, OCLC 397716815)
- Françoise Autrand, Charles V : le Sage, Paris, Fayard, 1994, 909 p. (ISBN 978-2-213-02769-2, OCLC 417080590)
- FŒDERA, CONVENTIONES, LITTERÆ, ET CUJUSCUNQUE GENERIS ACTA PUBLICA, INTER REGES ANGLIÆ ET ALIOS QUISVIS IMPERATORES, REGES, PONTIFICES, DEL COMMUNITATES VOL. III. PARS II. LONDON Page 1022
- DENDIU (FAMILIA) – CEA MAI TIMPURIE ATESTARE DOCUMENTARĂ IDENTIFICATĂ PÂNĂ ÎN ANUL 2017
- Jean IV de Sarrebruck-Commercy
- RECUEIL DE GÉNÉALOGIES, POUR SEVIR DE SUITE AU DICTIONNAIRE DE LA NOBLESSE, CONTENANT la suite des Généalogies, l’Histoire, la Chronologie des Familles Nobles de France, l’explication de leurs armes, l’état des grandes Terres du Royaume aujourd’hui possédées à titre de Principautés, Duchés, Marquisats, Comtés, Vicomtés, Baronnies, &., par créations, héritages, alliances, donations, substitutions, mutations, achats, ou autrement. TOME XIII, ou PREMIER RECUEIL. A PARIS M. DCC, LXXXIII. page 127